# Dripping

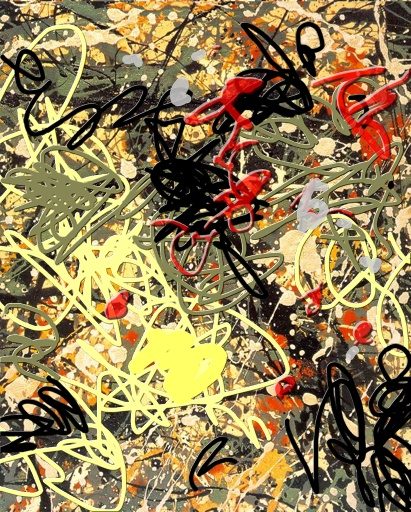
Dibujo digital emulando action painting - trabajo propio. Algo similar a Jackson Pollock

Dripping (de drip, "gotear" o " chorrear "en inglés) es una  técnica pictórica característica de la Action Painting, una de las modalidades de pintura abstracta.
Fue utilizada por primera vez por Janet Sobel, una artista ucraniana-estadounidense vinculada al expresionismo abstracto y que, más tarde, influyó a Jackson Pollock con su técnica.
Esta técnica tiene cierto paralelismo con la escritura automática surrealista y fue la más típica a finales de los años 1940.
La materia pictórica (que no suele ser óleo, sino algún tipo de esmalte opaco o barniz industrial, como los usados por primera vez por el propio Pollock en torno a 1947) se deja gotear sobre la tela extendida en el suelo desde un contenedor agujereado o se esparce mediante salpicaduras, directamente con las manos o mediante el uso de pinceles o cualquier otro instrumento.
En los años 1950 y los años 1960, el dripping fue frecuentemente empleado por los movimientos informalistas europeos.
- Datos: Q1259130
- Multimedia: Drip painting / Q1259130